# Свети Антоний от Ранверсо (абатство)
Абатството „Св. Антоний от Ранверсо“ (на италиански: Precettoria di Sant'Antonio di Ranverso, Абация ди Сант'Антонио ди Ранверсо) или по-точно Прецепторий (Precettoria di Sant'Antonio di Ranverso), е пиемонтска религиозна сграда, основана от болничния орден „Св. Антоний от Виен“, намираща се в градчето Бутилиера Алта в Метрополен град Торино, в началото на Вал ди Суза, Северна Италия. Представлява свидетелство от голям исторически, художествен и натуралистичен интерес.
Раждането на манастирския комплекс датира от последните години на 12 век по заповед на граф Хумберт III Савойски. Името му съчетава посвещението на Антоний Велики и топонима rivus inversus, отнасящ се до канал, разположен на север от мореновите хълмове в околността.
Някога е съществувала традиция да се поставят яслите на Иисус на територията на прецептория, в рамките на изобразяването на Рождество Христово от стотици хора, включително възрастни и деца, представящи библейските пасажи относно раждането на Исус, всичките облечени в старовремско облекло.

## История
Първите новини за параклис на мястото на Ривус Инверсус датират от 1156 г., но едва през 1188 г. е документирано дарението на земя от савойския граф Хумберт III Савойски. Той дава района на редовите каноници на Св. Антоний от Виен, по-късно известни като Антонианци, с намерението да създаде структура, снабдена с дом за поклонници и нещо като болница за болните от херпес зостер (наричан „огън на Св. Антоний“). Местоположението всъщност е стратегическо, тъй като представлява важна спирка по Via Francigena и на двата маршрута, идващи от близките проходи Мон Сени и Кол дьо Монженевър.
По-късно, с настъпването на чумната епидемия от втората половина на 14 век, болницата Ранверсо играе основна роля в грижата за болнните, тъй като са приложени значителна изолация и лечение на инфектираните рани чрез свинска мас, за да се избегне разпространението на заразата (самата иконография на Свети Антоний Абат го изобразява винаги до прасе).
Комплексът е преустройван на няколко пъти през вековете, променяйки силно първоначалната си форма и последната окончателна интервенция за завършване на църквата е извършена през последните тридесет години на 15 век по заповед на Жан дьо Монтену, който е назначен за комендатор през 1470 г. По това време комплексът включва болница (от която остава само една фасада), прецепторий и църква.
В края на 18 век абатството се радва на консолидирана власт над територията и околността му изглежда доста населена, до такава степен, че има няколко селски сгради. През 1776 г., след разпускането на Ордена на хоспиталиерите на Антонианците, владенията на абатството включват около 1/4 от земята на община Бутилиера Алта и четири големи ферми под нейна зависимост. Тези имоти са дадени от папа Пий VI с була на Ордена на Св. св. Маврикий и Лазар, който все още е притежател на абатството.
Комплексът е обявен за национален паметник на културата през 1883 г. и е реставриран за първи път от архитектите Алфредо д'Андраде и Чезаре Бертеа в началото на 20 век.
През 2007 г. екстериорът на Ранверсо е място за заснемане на някои сцени от филма на Дарио Ардженто „Третата майка“ (La terza madre).

## Описание

### Екстериор
Манастирският комплекс е разположен в хълмиста местност на 336 м надморско равнище и на около 12 км от град Торино. 
Сред настоящите сгради, разположени в двора, се открояват църквата и болницата, от които е останала само фасадата от 15 век, характеризираща се с теракотени фронтони. Църквата се откроява с типичните си късноготически мотиви с френско влияние, чийто преобладаващ елемент са трите внушителни фронтона на порталите, украсени с теракотени плочки и пинакли; от лявата страна, но изцяло включена в периметъра на корпуса на църквата, се издига камбанарията с три етажа с двуаркови прозорци и увенчана с четири пинакли, които обграждат осмоъгълен шпил от 14 век.

### Интериор
Интериорът на църквата е ценен и добре запазен. Той се характеризира с кръстосани сводове, в чийто център има оригинални декорации от времето на строителството на църквата, характеризиращи се с различни мотиви, които изобразяват историята на спасението от сътворението на света до Възкресение Христово. В първия кръст се вижда кръг със светли звезди на червен и черен фон: той представлява сътворението. Във втория кръст се вижда барелефна украса, изобразяваща ангел, олицетворяващ въплъщението на Исус, а в третия – агне, символизиращо Коледа. Последните два кръста са украсени съответно с червена звезда на тъмен фон, символизираща смъртта на Исус, и със звезда на светъл фон, символизираща неговото възкресение. Изображението на слънцето в апсидата е от по-късна изработка, вероятно от 18 век.

Главният кораб, фланкиран от двата странични кораба, е белязан от полистилни колони, редуващи се с големи параклиси, увенчани със заострени оживални сводове. Има множество фрески, дело на Джакомо Якуерио, считани за един от шедьоврите на пиемонтската късноготическа школа, датиращи от второто десетилетие на 15 век и изобразяващи Житието на Св. Власий Севастийски, Мадоната на трона сред светците, Рождество Христово със светците, Историите на Св. абат Антоний. Забележителен е цикълът от стенописи в сакристията, изобразяващи житието на Христос, дело на същия автор (за което свидетелства откритият през 1914 г. надпис с готически букви «[picta] fuit ista capella p[er] manu[m] Jacobi Jaqueri de Taurino»). Той включва Благовещение, Св. св. Петър и Павел, Молитвата в градината, Евангелистите върху платната на свода, а на люнета се намира известното Изкачване до Голгота. 
Изкачването към Голгота изобразява на неутрален фон тълпа от фигури, въоръжени с копия, знамена и алебарди, веещи се в горната част. Тези герои заобикалят, макар и на известно разстояние, скърбящата фигура на Христос, носещ кръста, докато жестоки фигури бутат дървото или дърпат Спасителя с въже. В голямото разнообразие от човешки типове, от скандинавски със светла кожа и червена брада до кавказки с кафява кожа, от млади до стари, от бедни до богати, линейният усет преобладава благодарение на подчертаната черна линия на ръбовете, с изтънчено внимание към детайлите, като изобразяването на възлестното дърво на кръста. По този начин всеки субект е изразително отделен от групата, създавайки драматична визия, лишена от сантименталност.
Апсидата също така съхранява ценен пентиптих (полиптих от 4 панела), дело на Дефенденте Ферари от 1531 г., направен като оброк по поръчка на близкия град Монкалиери по време на чумната епидемия от същата година.
От десния неф се влиза в единствената оцеляла страна на обителта, която първоначално се е простирала отстрани на църквата и я е свързвала с близкия манастир, който е преустроен през 18 век чрез повторно адаптиране на предишната сграда от 15 век.

## Селска постройка „Ранверсо“
Права алея, която пресича обработените полета, свързва абатството с Cascina Nuova d'Indrit – интересен селски комплекс, запазил характерната архитектурна морфология на „затворен двор“, датираща от 1782 г., вероятно базирана на проект, приписван на Джован Батиста Фероджо.
Сградата представлява една от най-старите пиемонтски ферми, потопени в район, който запазва голяма гориста покривка и характерните черти на земеделския пейзаж. Тя е включена в имотите на абатството и през 2017 г. е отворена отново за обществеността след дълга и внимателна консервативна реставрация от частни лица, които преименуват структурата на Селска постройка „Ранверсо“ (Cascina Ranverso), превръщайки я във ферма.